# Jordan Mitkov
Jordan Mitkov (bug. Йордан Митков) (Asenovgrad, Bugarska, 3. travnja 1956.) je bivši bugarski dizač utega. Na Olimpijadi 1976. u Montréalu osvojio je zlato u težinskoj kategoriji do 75 kg. Tada je podignuo 335 kg i time postigao olimpijski rekord.
Iste godine Mitkov je bio brončani na europskom prvenstvu dok je 1979. postao kontinentalni prvak na EP-u u Stuttgartu.

## Olimpijske igre

### OI 1976.
| RANG | Natjecatelj       | Težinska kategorija | Ukupno podignuto kg |
| ---- | ----------------- | ------------------- | ------------------- |
|      | Jordan Mitkov     | 67,5 - 75           | 335                 |
|      | Vartan Militosjan | 67,5 - 75           | 330                 |
|      | Peter Wenzel      | 67,5 - 75           | 327                 |

## Vanjske poveznice
- Database Olympics.com
- OLYMPIC GAMES MEDALLISTS - WEIGHTLIFTING